# Катетне
Катетне (фр. Castetner) насеље је и општина у југозападној Француској у региону Аквитанија, у департману Атлантски Пиринеји која припада префектури По.
По подацима из 2011. године у општини је живело 149 становника, а густина насељености је износила 22,71 становника/km². Општина се простире на површини од 6,56 km². Налази се на средњој надморској висини од 74 метара (максималној 215 m, а минималној 69 m).

## Демографија
| 1962. | 1968. | 1975. | 1982. | 1990. | 1999. | 2011. |
| ----- | ----- | ----- | ----- | ----- | ----- | ----- |
| 112   | 114   | 108   | 122   | 151   | 147   | 149   |

График промене броја становника у току последњих година